# 圣马尔-维约迈松
圣马尔-维约迈松（法語：Saint-Mars-Vieux-Maisons，法語發音：[sɛ̃ maʁ vjø mɛzɔ̃]）是法国塞纳-马恩省的一个市镇，属于普罗万区。该市镇于1974年5月1日由原市镇布里地区圣马尔（Saint-Mars-en-Brie）和维约迈松（Vieux-Maisons）合并而成。

## 地理
圣马尔-维约迈松（48°44'31"N, 3°19'10"E）面积19.02 平方千米，位于法国法蘭西島大區塞纳-马恩省，该省份为法国北部内陆省份，北起瓦兹省，西接埃松省、马恩河谷省、塞纳-圣但尼省和瓦兹河谷省，南至卢瓦雷省，东南接约讷省，东临马恩省和奥布省，东北接埃纳省。
与圣马尔-维约迈松接壤的市镇（或旧市镇、城区）包括：塞尔讷、沙尔特龙日、库尔塔孔、戈謝堡、莱什罗勒、布里地区勒东、圣马丹德尚。
圣马尔-维约迈松的时区为UTC+01:00、UTC+02:00（夏令时）。

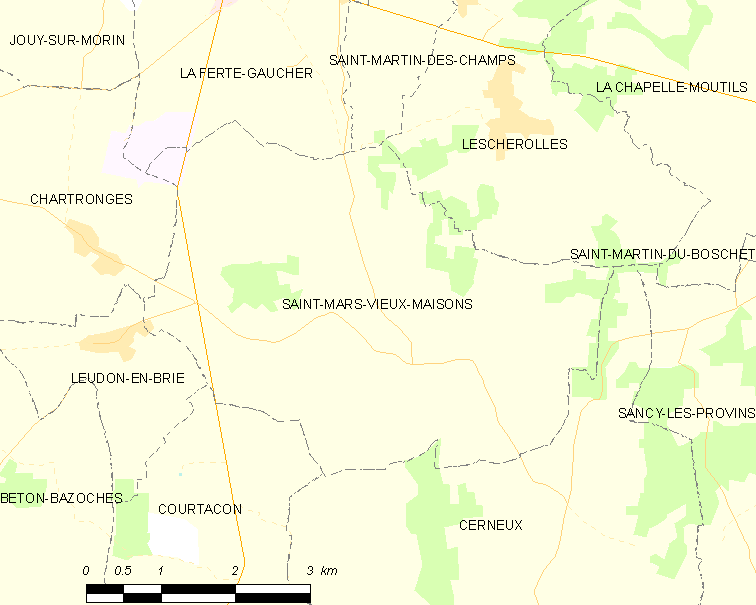
圣马尔-维约迈松的OSM定位图

## 行政
圣马尔-维约迈松的邮政编码为77320，INSEE市镇编码为77421。

## 政治
圣马尔-维约迈松所属的省级选区为库洛米耶县。

## 人口

1962-2008年间圣马尔-维约迈松人口变化图示

圣马尔-维约迈松于2022年1月1日时的人口数量为248人。